# FTD Fahrzeugtechnik Bahnen Dessau
Die FTD Fahrzeugtechnik Bahnen Dessau GmbH war ein mittelständischer Hersteller von Schienenfahrzeugen und Komponenten mit Sitz in Dessau-Roßlau. Die Aktivitäten wurden seit November 2016 durch Molinari Rail Systems fortgeführt; im März 2023 wurde jedoch die Schließung des Werks angekündigt und Ende Juni vollzogen.

## Geschichte
Das Unternehmen entstand als Fahrzeugtechnik Dessau GmbH im Sommer 1995 auf einem Teil der Flächen der abgewickelten Waggonbau Dessau GmbH, die auf die 1895 gegründete Deutsche Gasbahngesellschaft zurückging. Aus deren Personalbestand wurden 180 Mitarbeiter in das neue Unternehmen übernommen. In den folgenden Jahren wurden rund 20 Millionen Mark in das Gelände und die Anlagen investiert. Der erste Großauftrag war die Fertigung von 14 Wagen für den Metropolitan Express Train (MET).
Rückwirkend zum 1. Januar 1999 wurde die Fahrzeugtechnik Dessau GmbH am 15. April 1999 in eine Aktiengesellschaft umgewandelt. Das Unternehmen war dabei zu 63 Prozent im Besitz der Belegschaft, 37 Prozent der Aktien gehörten der Geschäftsleitung. Das Unternehmen hieß seitdem FTD Fahrzeugtechnik Dessau AG.
Seit Mai 2006 war die Fahrzeugtechnik Dessau Mitglied der ZAO Transmashholding, dem größten Unternehmen im russischen Schienenfahrzeugmarkt.
Nach der Insolvenz Ende März 2008 hatte die als Eisenbahnverkehrsunternehmen und Güterwagenhersteller tätige rumänische Compania de Transport Feroviar Bucuresti S. A. (CTF) Ende Dezember 2008 die Gesellschaft übernommen und in FTD Fahrzeugtechnik Dessau GmbH CTF umbenannt. Im März 2012 wurde erneut das Insolvenzverfahren für das Unternehmen eröffnet. Nach Medienberichten aus dem Juli 2012 wurde das Unternehmen durch die TransTec Vetschau GmbH übernommen.
Vom 1. August 2012 an hieß das Unternehmen FTD Fahrzeugtechnik Bahnen Dessau GmbH.
Im März 2016 wurde jedoch erneut ein Insolvenzantrag gestellt. Da sich kein neuer Investor finden konnte, wurde das Werk im Sommer 2016 zunächst geschlossen. Die Vermögenswerte wurden von dem chinesisch-schweizerischen Gemeinschaftsunternehmen Molinari Rail Systems GmbH übernommen, die am 1. November 2016 das Werk mit einer Stammbelegschaft von 50 Mitarbeitern als neuen Standort eröffnete. Anfang 2019 beschäftigte das Unternehmen 75 eigene Mitarbeiter. Der Umsatz betrug im Jahr 2018 fünf Millionen Euro.
Im November 2022 meldete Molinari Rail Systems jedoch Insolvenz an. Eine Übernahme des Werks durch andere Interessenten kam nicht zustande, so dass im März 2023 die Schließung des Standorts angekündigt wurde. Etwa 55 der zuletzt 75 Beschäftigten wurde bis Ende März 2023 betriebsbedingt gekündigt.[veraltet] Ende Juni wurde der Betrieb stillgelegt.

## Produktion

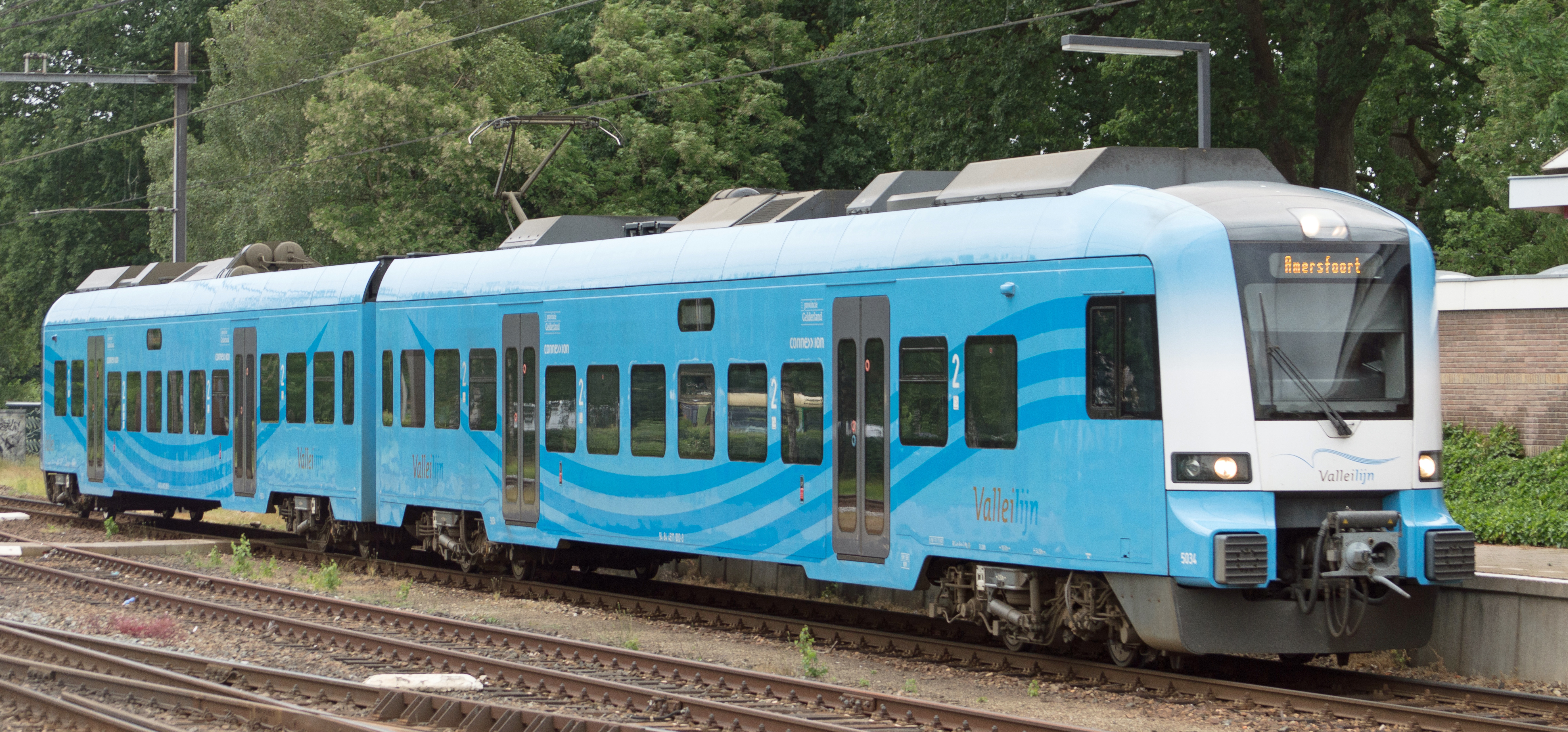
PROTOS auf der niederländischen Valleilijn

Das Produktangebot umfasste Wagenkästen, Antriebssysteme sowie Türmodule für Schienenfahrzeuge. Die Fahrzeugtechnik Dessau entwickelte, konstruierte und fertigte Prototypen und Kleinserien von Reisezugwagen, Fahrzeugköpfen, offenen und geschlossenen Güterwagen, Drehgestellen und Spezialfahrzeugen inklusive deren Prüfung und Inbetriebnahme. Weitere Leistungen waren Wartung, Instandhaltung, Reparaturen, Umbau- und Sanierungsarbeiten, Revisionen und schweißtechnischer Service von Bahnen.
Bekannte Produkte sind der Geschäftsreisezug Metropolitan Express Train (MET) sowie der Prototyp des „Leichten Innovativen Regionalexpress (LIREX)“ für Alstom LHB im Jahr 2000. Ein weiteres Produkt der Fahrzeugtechnik Dessau ist der PROTOS, ein elektrisch oder dieselelektrisch angetriebener Niederflur-Regionalzug mit einer Höchstgeschwindigkeit von 160 km/h.